# Hechthausen
Hechthausen är en kommun och ort i Landkreis Cuxhaven i förbundslandet Niedersachsen i Tyskland.
Kommunen ingår i kommunalförbundet Samtgemeinde Hemmoor tillsammans med ytterligare två kommuner.